# تصفيات كأس العالم 2022 (آسيا)
تصفيات كأس العالم 2022 سوف تحدد أربعة أو خمسة منتخبات من بين 32 منتخبًا ستلعب في نهائيات كأس العالم في قطر. جميع الاتحادات الأعضاء في الاتحاد الدولي لكرة القدم (فيفا) في آسيا والبالغ عددها 46 مؤهلة للدخول في حملة التصفيات.
أجريت القرعة التمهيدية في قطر في حزيران/يونيو 2019.
التصفيات الآسيوية المؤهلة لكأس العالم لكرة القدم 2022 في قطر ستشهد تنافس 46 منتخباً آسيوياً على أربع أو خمس بطاقات متاحة للصعود إلى كأس العالم. كما ستشهد تنافس المنتخبات الآسيوية على 23 بطاقة متاحة للصعود إلى نهائيات كأس أمم آسيا لكرة القدم 2023، وسيكون الصين المنتخب الرابع والعشرين المشارك في نهائيات 2023 لأنها الدولة المضيفة.
وشهدت التصفيات توقف المنافسة وتأجيلها لأجل غير مسمى بسبب تداعيات جائحة فيروس كورونا التي ضربت العالم , وصدر هذا القرار تدريجياً حيث أعلن في البداية تحويل مباريات الصين (بلد منشأ الفيروس) إلى خارج البلاد , ثم تأجيل مباريات شهري مارس ويونيو في 18/3/2020 ثم استمرار التأجيل لجميع المنافسات وحتى إشعار آخر في14/4/2020.
ملاحظة: منتخب تيمور الشرقية مُنع من المشاركة في التصفيات المؤهلة لنهائيات كأس آسيا 2023 بعد أن تبين أن المنتخب ضم 12 لاعباً غير مؤهلين في 2019 ضمن مسابقات أخرى. قرار الفيفا لم يمنعها من التنافس على التأهل لنهائيات كأس العالم 2022.

## المنتخبات المشاركة
46 منتخبا آسيويا التحقت بالتصفيات. التصنيف الدولي يحدد من أي مرحلة تبدأ الفرق المنافسة كالتالي:
- الفرق المصنفة من 1–34 (تشارك في المرحلة الثانية من تصفيات آسيا لكأس العالم 2022 وتصفيات كأس آسيا لكرة القدم 2023)
- الفرق المصنفة من 35–46 (تشارك في المرحلة الأولى من تصفيات آسيا لكأس العالم 2022 وتصفيات كأس آسيا لكرة القدم 2023)

| انتقلت مباشرة للمرحلة الثانية (أصحاب التصنيف 1 حتى 34) | تتنافس في المرحلة الأولى (أصحاب التصنيف 35 حتى 46) |
| --- | --- |
| 1. إيران (21) 2. اليابان (26) 3. كوريا الجنوبية (37) 4. أستراليا (41) 5. قطر (55) – المضيف 6. الإمارات العربية المتحدة (67) 7. السعودية (72) 8. الصين (74) 9. العراق (76) 10. سوريا (83) 11. أوزبكستان (85) 12. لبنان (86) 13. عمان (86) 14. قرغيزستان (95) 15. الأردن (97) 16. فيتنام (98) 17. فلسطين (99) 18. الهند (101) 19. البحرين (111) 20. تايلاند (114) 21. طاجيكستان (120) 22. كوريا الشمالية (121) 23. الفلبين (123) 24. تايبيه الصينية (124) 25. تركمانستان (136) 26. ميانمار (138) 27. هونغ كونغ (141) 28. اليمن (143) 29. أفغانستان (147) 30. المالديف (151) 31. الكويت (156) 32. إندونيسيا (159) 33. سنغافورة (160) 34. نيبال (161) | 1. ماليزيا (168) 2. كمبوديا (172) 3. ماكاو (183) 4. لاوس (184) 5. بوتان (186) 6. منغوليا (187) 7. بنغلاديش (188) 8. غوام (193) 9. بروناي (195) 10. تيمور الشرقية (196) 11. باكستان (200) 12. سريلانكا (202) |

## المواعيد
| المرحلة         | الجولة         | التاريخ                                |
| --------------- | -------------- | -------------------------------------- |
| المرحلة الأولى  | الجولة الأولى  | 6 يونيو 2019                           |
| المرحلة الأولى  | الجولة الثانية | 11 يونيو 2019                          |
| المرحلة الثانية | الجولة 1       | 5 سبتمبر 2019                          |
| المرحلة الثانية | الجولة 2       | 10 سبتمبر 2019                         |
| المرحلة الثانية | الجولة 3       | 10 أكتوبر 2019                         |
| المرحلة الثانية | الجولة 4       | 15 أكتوبر 2019                         |
| المرحلة الثانية | الجولة 5       | 14 نوفمبر 2019                         |
| المرحلة الثانية | الجولة 6       | 19 نوفمبر 2019                         |
| المرحلة الثانية | الجولة 7       | 8 أكتوبر 2020 (في الأصل 26 مارس 2020)  |
| المرحلة الثانية | الجولة 8       | 13 مارس 2020 (في الأصل 31 مارس 2020)   |
| المرحلة الثانية | الجولة 9       | 12 نوفمبر 2020 (في الأصل 4 يونيو 2020) |
| المرحلة الثانية | الجولة 10      | 17 نوفمبر 2020 (في الأصل 9 يونيو 2020) |

| المرحلة         | الجولة         | التاريخ                                 |
| --------------- | -------------- | --------------------------------------- |
| المرحلة الثالثة | الجولة 1       | 25 مارس 2021 (في الأصل 3 سبتمبر 2020)   |
| المرحلة الثالثة | الجولة 2       | 30 مارس 2021 (في الأصل 8 سبتمبر 2020)   |
| المرحلة الثالثة | الجولة 3       | 3 يونيو 2021 (في الأصل 13 أكتوبر 2020)  |
| المرحلة الثالثة | الجولة 4       | 8 يونيو 2021 (في الأصل 12 نوفمبر 2020)  |
| المرحلة الثالثة | الجولة 5       | 2 سبتمبر 2021 (في الأصل 17 نوفمبر 2020) |
| المرحلة الثالثة | الجولة 6       | 25 مارس 2021                            |
| المرحلة الثالثة | الجولة 7       | 30 مارس 2021                            |
| المرحلة الثالثة | الجولة 8       | 8 يونيو 2021                            |
| المرحلة الثالثة | الجولة 9       | 7 سبتمبر 2021                           |
| المرحلة الثالثة | الجولة 10      | 12 أكتوبر 2021                          |
| المرحلة الرابعة | الجولة الأولى  | 11 نوفمبر 2021                          |
| المرحلة الرابعة | الجولة الثانية | 16 نوفمبر 2021                          |

## المنتخبات المتأهلة

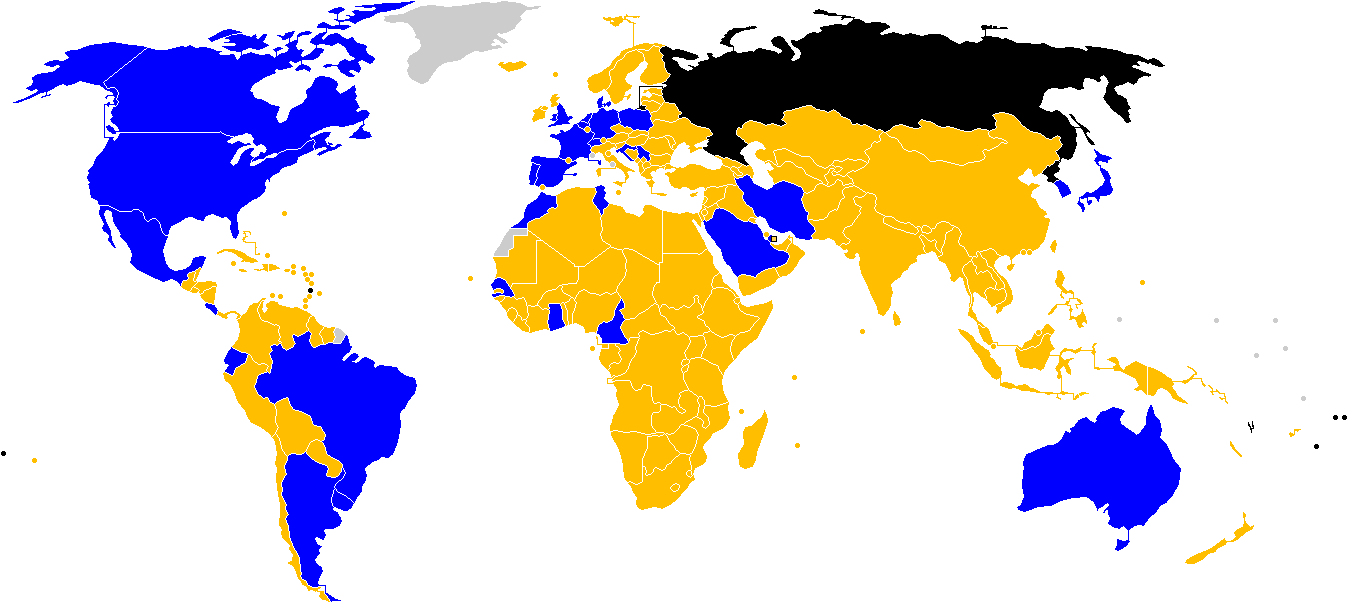
تأهل لنهائيات كأس العالم
ممكن المنتخب التأهل
فشل المنتخب في التأهل مع استمرار العب
فشل المنتخب في التأهل لا توجد ألعاب متبقية
استبعد
ليست عضوة في الفيفا

| ترتيب المنتخبات المتأهلة | المنتخب | طريقة التأهل | تاريخ التأهل   | مرات الظهور | آخر ظهور | أفضل نتيجة | تصنيف الفيفا |
| ------------------------ | ------- | ------------ | -------------- | ----------- | -------- | ---------- | ------------ |
| 1                        | قطر     | المستضيف     | 30 ديسمبر 2010 | 0 (لا يوجد) | لايوجد   | (لايوجد)   | 94           |

### ملخص التصفيات
|                 |                                |                              |                                   |                                |                      |                              |                      |  |
| الاتحاد القاري  | المنتخبات المتاحة في النهائيات | المنتخبات التي بدأت التصفيات | المنتخبات التي لم تتأهل للنهائيات | المنتخبات التي تأهلت للنهائيات | تاريخ بداية التصفيات | بداية تاريخ التصفيات المقبلة | تاريخ نهاية التصفيات |  |
| الاتحاد الآسيوي | 4 أو 5 +1                      | 45+1                         | 6                                 | 0+1                            | 6 يونيو 2019         |                              |                      |  |

## الدور الأول
جرت قرعة الجولة الأولى يوم 17 أبريل 2019 الساعة 11:00 بتوقيت ماليزيا الرسمي (التوقيت العالمي المنسق + 8) في دار الاتحاد الآسيوي في كوالالمبور، ماليزيا.
| الفريق الأول | إجم. | الفريق الثاني | مباراة الذهاب | مباراة الإياب |
| ------------ | ---- | ------------- | ------------- | ------------- |
| منغوليا      | 3–2  | بروناي        | 2–0           | 1–2           |
| ماكاو        | 1–3  | سريلانكا      | 1–0           | 0–3           |
| لاوس         | 0–1  | بنغلاديش      | 0–1           | 0–0           |
| ماليزيا      | 12–2 | تيمور الشرقية | 7–1           | 1–5           |
| كمبوديا      | 4–1  | باكستان       | 2–0           | 2–1           |
| بوتان        | 1–5  | غوام          | 1–0           | 0–5           |

## الدور الثاني

### المجموعة A
| م | الفريق   | لعب | ف | ت | خ | أ.له | أ.ع | أ.ف | نقاط | التأهل                                |  | سوريا | الصين | الفلبين | المالديف | غوام |
| - | -------- | --- | - | - | - | ---- | --- | --- | ---- | ------------------------------------- |  | ----- | ----- | ------- | -------- | ---- |
| 1 | سوريا    | 8   | 7 | 0 | 1 | 22   | 7   | +15 | 21   | الجولة الثالثة وكأس آسيا              |  | —     | 2–1   | 1–0     | 2–1      | 4–0  |
| 2 | الصين    | 8   | 6 | 1 | 1 | 30   | 3   | +27 | 19   | الجولة الثالثة                        |  | 3–1   | —     | 2–0     | 5–0      | 7–0  |
| 3 | الفلبين  | 8   | 3 | 2 | 3 | 12   | 11  | +1  | 11   | المرحلة 3 من تصفيات كأس آسيا          |  | 2–5   | 0–0   | —       | 1–1      | 3–0  |
| 4 | المالديف | 8   | 2 | 1 | 5 | 7    | 20  | −13 | 7    | المرحلة 3 من تصفيات كأس آسيا          |  | 0–4   | 0–5   | 1–2     | —        | 3–1  |
| 5 | غوام     | 8   | 0 | 0 | 8 | 2    | 32  | −30 | 0    | مرحلة خروج المغلوب من تصفيات كأس آسيا |  | 0–3   | 0–7   | 1–4     | 0–1      | —    |

1. ↑  تأهلت الصين إلى كأس آسيا بصفتها الدولة المستضيفة

### المجموعة B
| م | الفريق         | لعب | ف | ت | خ | أ.له | أ.ع | أ.ف | نقاط | التأهل                                |  | أستراليا | الكويت | الأردن | نيبال | تايبيه الصينية |
| - | -------------- | --- | - | - | - | ---- | --- | --- | ---- | ------------------------------------- |  | -------- | ------ | ------ | ----- | -------------- |
| 1 | أستراليا       | 8   | 8 | 0 | 0 | 28   | 2   | +26 | 24   | الجولة الثالثة وكأس آسيا              |  | —        | 3–0    | 1–0    | 5–0   | 5–1            |
| 2 | الكويت         | 8   | 4 | 2 | 2 | 19   | 7   | +12 | 14   | المرحلة 3 من تصفيات كأس آسيا          |  | 0–3      | —      | 0–0    | 7–0   | 9–0            |
| 3 | الأردن         | 8   | 4 | 2 | 2 | 13   | 3   | +10 | 14   | المرحلة 3 من تصفيات كأس آسيا          |  | 0–1      | 0–0    | —      | 3–0   | 5–0            |
| 4 | نيبال          | 8   | 2 | 0 | 6 | 4    | 22  | −18 | 6    | المرحلة 3 من تصفيات كأس آسيا          |  | 0–3      | 0–1    | 0–3    | —     | 2–0            |
| 5 | تايبيه الصينية | 8   | 0 | 0 | 8 | 4    | 34  | −30 | 0    | مرحلة خروج المغلوب من تصفيات كأس آسيا |  | 1–7      | 1–2    | 1–2    | 0–2   | —              |

### المجموعة C
| م | الفريق    | لعب | ف | ت | خ | أ.له | أ.ع | أ.ف | نقاط | التأهل                                |  | إيران | العراق | البحرين | هونغ كونغ | كمبوديا |
| - | --------- | --- | - | - | - | ---- | --- | --- | ---- | ------------------------------------- |  | ----- | ------ | ------- | --------- | ------- |
| 1 | إيران     | 8   | 6 | 0 | 2 | 34   | 4   | +30 | 18   | الجولة الثالثة وكأس آسيا              |  | —     | 1–0    | 3–0     | 3–1       | 14–0    |
| 2 | العراق    | 8   | 5 | 2 | 1 | 14   | 4   | +10 | 17   | الجولة الثالثة وكأس آسيا              |  | 2–1   | —      | 0–0     | 2–0       | 4–1     |
| 3 | البحرين   | 8   | 4 | 3 | 1 | 15   | 4   | +11 | 15   | المرحلة 3 من تصفيات كأس آسيا          |  | 1–0   | 1–1    | —       | 4–0       | 8–0     |
| 4 | هونغ كونغ | 8   | 1 | 2 | 5 | 4    | 13  | −9  | 5    | المرحلة 3 من تصفيات كأس آسيا          |  | 0–2   | 0–1    | 0–0     | —         | 2–0     |
| 5 | كمبوديا   | 8   | 0 | 1 | 7 | 2    | 44  | −42 | 1    | مرحلة خروج المغلوب من تصفيات كأس آسيا |  | 0–10  | 0–4    | 0–1     | 1–1       | —       |

### المجموعة D
| م | الفريق    | لعب | ف | ت | خ | أ.له | أ.ع | أ.ف | نقاط | التأهل                                |  | السعودية | أوزبكستان | دولة فلسطين | سنغافورة | اليمن |
| - | --------- | --- | - | - | - | ---- | --- | --- | ---- | ------------------------------------- |  | -------- | --------- | ----------- | -------- | ----- |
| 1 | السعودية  | 8   | 6 | 2 | 0 | 22   | 4   | +18 | 20   | الجولة الثالثة وكأس آسيا              |  | —        | 3–0       | 5–0         | 3–0      | 3–0   |
| 2 | أوزبكستان | 8   | 5 | 0 | 3 | 18   | 9   | +9  | 15   | المرحلة 3 من تصفيات كأس آسيا          |  | 2–3      | —         | 2–0         | 5–0      | 5–0   |
| 3 | فلسطين    | 8   | 3 | 1 | 4 | 10   | 10  | 0   | 10   | المرحلة 3 من تصفيات كأس آسيا          |  | 0–0      | 2–0       | —           | 4–0      | 3–0   |
| 4 | سنغافورة  | 8   | 2 | 1 | 5 | 7    | 22  | −15 | 7    | المرحلة 3 من تصفيات كأس آسيا          |  | 0–3      | 1–3       | 2–1         | —        | 2–2   |
| 5 | اليمن     | 8   | 1 | 2 | 5 | 6    | 18  | −12 | 5    | مرحلة خروج المغلوب من تصفيات كأس آسيا |  | 2–2      | 0–1       | 1–0         | 1–2      | —     |

### المجموعة E
| م | الفريق    | لعب | ف | ت | خ | أ.له | أ.ع | أ.ف | نقاط | التأهل                                |  | قطر | سلطنة عمان | الهند | أفغانستان | بنغلاديش |
| - | --------- | --- | - | - | - | ---- | --- | --- | ---- | ------------------------------------- |  | --- | ---------- | ----- | --------- | -------- |
| 1 | قطر       | 8   | 7 | 1 | 0 | 18   | 1   | +17 | 22   | كأس آسيا                              |  | —   | 2–1        | 0–0   | 6–0       | 5–0      |
| 2 | عمان      | 8   | 6 | 0 | 2 | 16   | 6   | +10 | 18   | الجولة الثالثة وكأس آسيا              |  | 0–1 | —          | 1–0   | 3–0       | 4–1      |
| 3 | الهند     | 8   | 1 | 4 | 3 | 6    | 7   | −1  | 7    | المرحلة 3 من تصفيات كأس آسيا          |  | 0–1 | 1–2        | —     | 1–1       | 1–1      |
| 4 | أفغانستان | 8   | 1 | 3 | 4 | 5    | 15  | −10 | 6    | المرحلة 3 من تصفيات كأس آسيا          |  | 0–1 | 1–2        | 1–1   | —         | 1–0      |
| 5 | بنغلاديش  | 8   | 0 | 2 | 6 | 3    | 19  | −16 | 2    | مرحلة خروج المغلوب من تصفيات كأس آسيا |  | 0–2 | 0–3        | 0–2   | 1–1       | —        |

### المجموعة F
| م | الفريق    | لعب | ف | ت | خ | أ.له | أ.ع | أ.ف | نقاط | التأهل                                |  | اليابان | طاجيكستان | قرغيزستان | منغوليا | ميانمار |
| - | --------- | --- | - | - | - | ---- | --- | --- | ---- | ------------------------------------- |  | ------- | --------- | --------- | ------- | ------- |
| 1 | اليابان   | 8   | 8 | 0 | 0 | 46   | 2   | +44 | 24   | الجولة الثالثة وكأس آسيا              |  | —       | 4–1       | 5–1       | 6–0     | 10–0    |
| 2 | طاجيكستان | 8   | 4 | 1 | 3 | 14   | 12  | +2  | 13   | المرحلة 3 من تصفيات كأس آسيا          |  | 0–3     | —         | 1–0       | 3–0     | 4–0     |
| 3 | قرغيزستان | 8   | 3 | 1 | 4 | 19   | 12  | +7  | 10   | المرحلة 3 من تصفيات كأس آسيا          |  | 0–2     | 1–1       | —         | 0–1     | 7–0     |
| 4 | منغوليا   | 8   | 2 | 0 | 6 | 3    | 27  | −24 | 6    | المرحلة 3 من تصفيات كأس آسيا          |  | 0–14    | 0–1       | 1–2       | —       | 1–0     |
| 5 | ميانمار   | 8   | 2 | 0 | 6 | 6    | 35  | −29 | 6    | مرحلة خروج المغلوب من تصفيات كأس آسيا |  | 0–2     | 4–3       | 1–8       | 1–0     | —       |

### المجموعة G
| م | الفريق                   | لعب | ف | ت | خ | أ.له | أ.ع | أ.ف | نقاط | التأهل                                |  | الإمارات العربية المتحدة | فيتنام | ماليزيا | تايلاند | إندونيسيا |
| - | ------------------------ | --- | - | - | - | ---- | --- | --- | ---- | ------------------------------------- |  | ------------------------ | ------ | ------- | ------- | --------- |
| 1 | الإمارات العربية المتحدة | 8   | 6 | 0 | 2 | 23   | 7   | +16 | 18   | الجولة الثالثة وكأس آسيا              |  | —                        | 3–2    | 4–0     | 3–1     | 5–0       |
| 2 | فيتنام                   | 8   | 5 | 2 | 1 | 13   | 5   | +8  | 17   | الجولة الثالثة وكأس آسيا              |  | 1–0                      | —      | 1–0     | 0–0     | 4–0       |
| 3 | ماليزيا                  | 8   | 4 | 0 | 4 | 10   | 12  | −2  | 12   | المرحلة 3 من تصفيات كأس آسيا          |  | 1–2                      | 1–2    | —       | 2–1     | 2–0       |
| 4 | تايلاند                  | 8   | 2 | 3 | 3 | 9    | 9   | 0   | 9    | المرحلة 3 من تصفيات كأس آسيا          |  | 2–1                      | 0–0    | 0–1     | —       | 2–2       |
| 5 | إندونيسيا                | 8   | 0 | 1 | 7 | 5    | 27  | −22 | 1    | مرحلة خروج المغلوب من تصفيات كأس آسيا |  | 0–5                      | 1–3    | 2–3     | 0–3     | —         |

### المجموعة H
| م | الفريق         | لعب | ف | ت | خ | أ.له | أ.ع | أ.ف | نقاط | التأهل                                |  | كوريا الجنوبية | لبنان | تركمانستان | سريلانكا | كوريا الشمالية |
| - | -------------- | --- | - | - | - | ---- | --- | --- | ---- | ------------------------------------- |  | -------------- | ----- | ---------- | -------- | -------------- |
| 1 | كوريا الجنوبية | 6   | 5 | 1 | 0 | 22   | 1   | +21 | 16   | الجولة الثالثة وكأس آسيا              |  | —              | 2–1   | 5–0        | 8–0      | 7 يونيو        |
| 2 | لبنان          | 6   | 3 | 1 | 2 | 11   | 8   | +3  | 10   | الجولة الثالثة وكأس آسيا              |  | 0–0            | —     | 2–1        | 3–2      | 0–0            |
| 3 | تركمانستان     | 6   | 3 | 0 | 3 | 8    | 11  | −3  | 9    | المرحلة 3 من تصفيات كأس آسيا          |  | 0–2            | 3–2   | —          | 2–0      | 3–1            |
| 4 | سريلانكا       | 6   | 0 | 0 | 6 | 2    | 23  | −21 | 0    | مرحلة خروج المغلوب من تصفيات كأس آسيا |  | 0–5            | 0–3   | 0–2        | —        | 0–1            |
| 5 | كوريا الشمالية | 0   | 0 | 0 | 0 | 0    | 0   | 0   | 0    | إنسحاب                                |  | 0–0            | 2–0   | 15 يونيو   | 3 يونيو  | —              |

### ترتيب أفضل مركز ثاني
بسبب انسحاب كوريا الشمالية من المجموعة الثامنة ، فإن نتائج الفرق الأخرى ضد فريق صاحب المركز الخامس من كل مجموعة لا يتم احتسابها في تحديد ترتيب الفرق الوصيفة.
| م | مج | الفريق    | لعب | ف | ت | خ | أ.له | أ.ع | أ.ف | نقاط | التأهل                                                            |
| - | -- | --------- | --- | - | - | - | ---- | --- | --- | ---- | ----------------------------------------------------------------- |
| 1 | A  | الصين     | 6   | 4 | 1 | 1 | 16   | 3   | +13 | 13   | الجولة الثالثة و‍كأس آسيا 2023                                      |
| 2 | E  | عمان      | 6   | 4 | 0 | 2 | 9    | 5   | +4  | 12   | الجولة الثالثة و‍كأس آسيا 2023                                      |
| 3 | C  | العراق    | 6   | 3 | 2 | 1 | 6    | 3   | +3  | 11   | الجولة الثالثة و‍كأس آسيا 2023                                      |
| 4 | G  | فيتنام    | 6   | 3 | 2 | 1 | 6    | 4   | +2  | 11   | الجولة الثالثة و‍كأس آسيا 2023                                      |
| 5 | H  | لبنان     | 6   | 3 | 1 | 2 | 11   | 8   | +3  | 10   | الجولة الثالثة من تصفيات كأس آسيا                                 |
| 6 | F  | طاجيكستان | 6   | 3 | 1 | 2 | 7    | 8   | −1  | 10   | الجولة الثالثة و‍كأس آسيا 2023 أو الجولة الثالثة من تصفيات كأس آسيا |
| 7 | D  | أوزبكستان | 6   | 3 | 0 | 3 | 12   | 9   | +3  | 9    | الجولة الثالثة و‍كأس آسيا 2023 أو الجولة الثالثة من تصفيات كأس آسيا |
| 8 | B  | الكويت    | 6   | 2 | 2 | 2 | 8    | 6   | +2  | 8    | الجولة الثالثة و‍كأس آسيا 2023 أو الجولة الثالثة من تصفيات كأس آسيا |

1. ↑  نظرًا لأن قطر فازت بالمجموعة الخامسة وتقدمت إلى كأس آسيا فقط ، فإن خامس أفضل وصيف سيتأهل أيضًا إلى الدور الثالث من تصفيات كأس العالم وإلى كأس آسيا (على الرغم من أن هذا السيناريو واحتمال تفويت الصين في الدور الثالث من تصفيات كأس العالم هي لا تعتبر في لوائح كأس آسيا)[7])

### ترتيب فرق المركز الرابع
| م | مج | الفريق    | لعب | ف | ت | خ | أ.له | أ.ع | أ.ف | نقاط | التأهل                                    |
| - | -- | --------- | --- | - | - | - | ---- | --- | --- | ---- | ----------------------------------------- |
| 1 | G  | تايلاند   | 6   | 1 | 2 | 3 | 4    | 7   | −3  | 5    | الجولة الثالثة من تصفيات كأس آسيا         |
| 2 | D  | سنغافورة  | 6   | 1 | 0 | 5 | 3    | 19  | −16 | 3    | الجولة الثالثة من تصفيات كأس آسيا         |
| 3 | F  | منغوليا   | 6   | 1 | 0 | 5 | 2    | 26  | −24 | 3    | الجولة الثالثة من تصفيات كأس آسيا         |
| 4 | E  | أفغانستان | 6   | 0 | 2 | 4 | 3    | 14  | −11 | 2    | الجولة الثالثة من تصفيات كأس آسيا         |
| 5 | C  | هونغ كونغ | 6   | 0 | 1 | 5 | 1    | 12  | −11 | 1    | الجولة الثالثة من تصفيات كأس آسيا         |
| 6 | A  | المالديف  | 6   | 0 | 1 | 5 | 3    | 19  | −16 | 1    | جولة المباريات الفاصلة من تصفيات كأس آسيا |
| 7 | H  | سريلانكا  | 6   | 0 | 0 | 6 | 2    | 23  | −21 | 0    | جولة المباريات الفاصلة من تصفيات كأس آسيا |
| 8 | B  | نيبال     | 6   | 0 | 0 | 6 | 0    | 22  | −22 | 0    | جولة المباريات الفاصلة من تصفيات كأس آسيا |

## الجولة الثالثة
تتكون الجولة الثالثة من مجموعتين لكل مجموعة تضم ستة فرق. سيتأهل منها فريقين أول وثاني من كل مجموعة لكأس العالم. أما الفريقان أصحاب المركز الثالث يتجهان إلى الجولة الرابعة.

### المجموعة A
| م | الفريق                   | لعب | ف | ت | خ | أ.له | أ.ع | أ.ف | نقاط | التأهل                           |     |        |        |        |        |     |        |
| - | ------------------------ | --- | - | - | - | ---- | --- | --- | ---- | -------------------------------- | --- | ------ | ------ | ------ | ------ | --- | ------ |
| 1 | إيران                    | 10  | 8 | 1 | 1 | 15   | 4   | +11 | 25   | تأهل الى نهائيات كأس العالم 2022 |     | —      | 1–1    | 1 Feb  | 1–0    | 1–0 | 29 Mar |
| 2 | كوريا الجنوبية           | 10  | 7 | 2 | 1 | 13   | 3   | +10 | 23   | تأهل الى نهائيات كأس العالم 2022 |     | 24 Mar | —      | 1–0    | 0–0    | 2–1 | 1–0    |
| 3 | الإمارات العربية المتحدة | 10  | 3 | 3 | 4 | 7    | 7   | 0   | 12   | التأهل الى الملحق                |     | 0–1    | 29 Mar | —      | 2–2    | 2–0 | 0–0    |
| 4 | العراق                   | 10  | 1 | 6 | 3 | 6    | 12  | −6  | 9    |                                  |     | 0–3    | 0–3    | 24 Mar | —      | 1–1 | 0–0    |
| 5 | سوريا                    | 10  | 1 | 3 | 6 | 9    | 16  | −7  | 6    |                                  | 0–3 | 1 Feb  | 1–1    | 29 Mar | —      | 2–3 |        |
| 6 | لبنان                    | 10  | 1 | 3 | 6 | 5    | 13  | −8  | 6    |                                  | 1–2 | 0–1    | 0–1    | 1 Feb  | 24 Mar | —   |        |

### المجموعة B
| م | الفريق   | لعب | ف | ت | خ | أ.له | أ.ع | أ.ف | نقاط | التأهل                           |        |       |        |        |       |        |        |
| - | -------- | --- | - | - | - | ---- | --- | --- | ---- | -------------------------------- | ------ | ----- | ------ | ------ | ----- | ------ | ------ |
| 1 | السعودية | 10  | 7 | 2 | 1 | 12   | 6   | +6  | 23   | تأهل الى نهائيات كأس العالم 2022 |        | —     | 1–0    | 29 Mar | 1–0   | 3–2    | 3–1    |
| 2 | اليابان  | 10  | 7 | 1 | 2 | 12   | 4   | +8  | 22   | تأهل الى نهائيات كأس العالم 2022 |        | 1 Feb | —      | 2–1    | 0–1   | 2–0    | 29 Mar |
| 3 | أستراليا | 10  | 4 | 3 | 3 | 15   | 9   | +6  | 15   | التأهل الى الملحق                |        | 0–0   | 24 Mar | —      | 3–1   | 3–0    | 4–0    |
| 4 | عمان     | 10  | 4 | 2 | 4 | 11   | 10  | +1  | 14   |                                  |        | 0–1   | 0–1    | 1 Feb  | —     | 29 Mar | 3–1    |
| 5 | الصين    | 10  | 1 | 3 | 6 | 9    | 19  | −10 | 6    |                                  | 24 Mar | 0–1   | 1–1    | 1–1    | —     | 3–2    |        |
| 6 | فيتنام   | 10  | 1 | 1 | 8 | 8    | 19  | −11 | 4    |                                  | 0–1    | 0–1   | 0–1    | 24 Mar | 1 Feb | —      |        |

## الجولة الرابعة
الفريقان صاحب المركز الثالث في كل مجموعة من الدور الثالث سيلعبان ضد بعضهما البعض في مباراة واحدة لتحديد الفريق الذي سيتأهل إلى التصفيات بين الاتحادات.
سيتم الإعلان عن المدينة المضيفة ومكان إقامة هذه المباراة خلال قرعة هذه الجولة.
| فريق 1                   | نتيجة | فريق 2   |
| ------------------------ | ----- | -------- |
| الإمارات العربية المتحدة | 1–2   | أستراليا |

## المنتخبات المتأهلة
تأهلت المنتخبات الخمسة التالية من AFC إلى البطولة النهائية.
| المنتخب        | طريقة التأهل                                            | تاريخ التأهل  | المشاركات السابقة في كأس العالم FIFA                            |
| -------------- | ------------------------------------------------------- | ------------- | --------------------------------------------------------------- |
| قطر            | Hosts                                                   | 2 ديسمبر 2010 | 0 (debut)                                                       |
| إيران          | تصفيات كأس العالم 2022 – آسيا الجولة الثالثة winners    | 27 يناير 2022 | 5 (1978، 1998، 2006، 2014، 2018)                                |
| كوريا الجنوبية | تصفيات كأس العالم 2022 – آسيا الجولة الثالثة runners-up | 1 فبراير 2022 | 10 (1954، 1986، 1990، 1994، 1998, 2002, 2006، 2010، 2014، 2018) |
| اليابان        | تصفيات كأس العالم 2022 – آسيا الجولة الثالثة runners-up | 24 مارس 2022  | 6 (1998, 2002, 2006، 2010، 2014، 2018)                          |
| السعودية       | تصفيات كأس العالم 2022 – آسيا الجولة الثالثة winners    | 24 مارس 2022  | 5 (1994، 1998، 2002، 2006، 2018)                                |

1 Italic indicates hosts for that year.

## الهدافون
تم تسجيل 137 هدف في 204 مباراة، بمتوسط 0.67 هدف لكل مباراة (في 16 نوفمبر 2021). اللاعبون بالخط العريض لا يزالون نشطون في المنافسة.
14 أهداف
- علي مبخوت

12 أهداف
- وو لي

9 أهداف
- Sardar Azmoun
- Takumi Minamino
- Yuya Osako
- Omar Al Somah

7 أهداف
- Karim Ansarifard
- Eldor Shomurodov
- Nguyễn Tiến Linh

6 أهداف
- Harry Souttar
- Baha' Faisal
- Yousef Nasser
- Almoez Ali
- Salem Al-Dawsari
- Saleh Al-Shehri
- Kim Shin-wook
- Son Heung-min
- Mahmoud Al-Mawas

## ملاحظة
1. ↑  اتحاد ماكاو لكرة القدم لم يرسل فريقه للمحطة الثانية لأسباب أمنية.[5] وقد أحال الاتحاد الآسيوي إلى الاتحاد الدولي لكرة القدم (فيفا) الأمر، وسيتم تحديد قرار، إذا ما اتخذ.[6]

وتم إعتبار ماكاو متنازلا عن المباراة وعد خاسرا بنتيجة 
3-0